# Liste der Gouverneure von Jiangsu
Dies ist die Liste der Gouverneure der chinesischen Provinz Jiangsu.
| Name         | Amtszeit  |
| ------------ | --------- |
| Tan Zhenlin  | 1952–1955 |
| Hui Yuyu     | 1955–1967 |
| Xu Shiyou    | 1968–1973 |
| Peng Chong   | 1974–1977 |
| Xu Jiatun    | 1977–1979 |
| Hui Yuyu     | 1979–1982 |
| Han Peixin   | 1982–1983 |
| Gu Xiulian   | 1983–1989 |
| Chen Huanyou | 1989–1994 |
| Zheng Silin  | 1994–1998 |
| Ji Yunshi    | 1998–2002 |
| Liang Baohua | 2002–2008 |
| Luo Zhijun   | 2008–2011 |
| Li Xueyong   | 2011–2015 |
| Shi Taifeng  | 2015–2017 |
| Wu Zhenglong | 2017–     |